# Biscucuy
Biscucuy est le chef-lieu de la municipalité de Sucre dans l'État de Portuguesa au Venezuela. Autour de la ville s'articule la division territoriale et statistique de Capitale Sucre. Sa population est estimée à 12 799 habitants.